# Xiangsheng

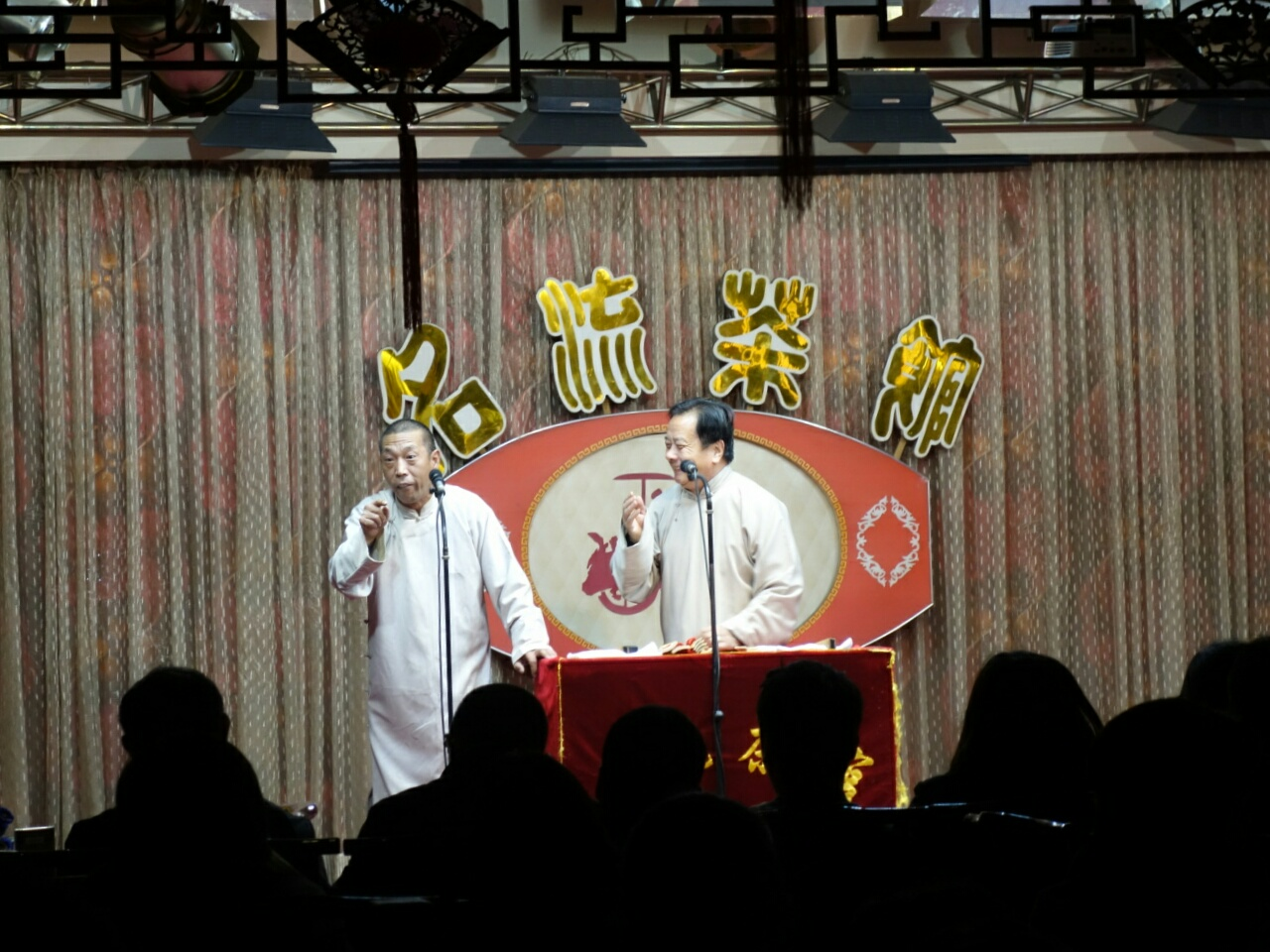
Xiangsheng de Tianjin

Le xiangsheng (chinois simplifié : 相声 ; chinois traditionnel : 相聲 ; pinyin : xiàngshēng) est un art folklorique chinois, un monologue, dialogue ou échange comique. Il est originaire du Nord de la Chine et est inclus dans l'art folklorique du shuochang (chinois simplifié : 说唱 ; chinois traditionnel : 說唱 ; pinyin : shuōchàng), regroupant des arts de la parole et du chant.
Cet art s'écrivait à l'origine 像生, xiàngshēng et était un spectacle ou l'artiste imitait les gestes et la parole d'une autre personne. Il s'est ensuite développé sous un autre nom homophone, le xiangsheng (象声 / 象聲, xiàngshēng, « onomatopée »), également appelé gebi xiangsheng (隔壁象声 / 隔壁象聲, gébì xiàngshēng, « onomatopée des voisins »).
Cet art fut à la mode sous la dynastie Ming (1368 – 1644), puis se développa sous la dynastie Qing (1644 – 1912), pour évoluer sous la République de Chine (1912 –). À l'origine un seul artiste imitait vocalement des bruits, c'est de nos jours un spectacle de plaisanteries en monologue ou dialogue et son nom a changé de graphie.